# ホオノキ
ホオノキ（朴の木、朴木、朴、学名: Magnolia obovata）はモクレン科モクレン属に属する落葉高木の1種である。別名としてホオ、ホオガシワなどともよばれる。大きな葉が輪生状につき、枝先に大きな花が上向きに咲く（図1）。日本自生の樹木の中では、最大級の葉と花をもつ。南千島から九州に分布する。大きな葉は、食べ物を包んだり焼いたりすることに使われる（朴葉味噌など）。樹皮は生薬とされ、厚朴または和厚朴とよばれる。また材は均質で柔らかく、細工物などに使われる。

## 名称
和名の「ホオ」は「包」を意味し、大きな葉で食べ物などを包むことに用いたことに由来する。別名の「ホオガシワ」も同じ理由で、葉が大きくて昔から飯や餅をこの葉で包むのに使われたことによる。

## 特徴
落葉広葉樹の高木であり、大きなものは樹高20 - 30メートル (m)、幹の直径 1 m 以上になる（下図2a）。枝は少なく、ほとんどの個体はまっすぐ伸びて美しく整った樹形になる。樹皮は灰白色、平滑だが小さな皮目が多い（下図2b）。老木の樹皮は、やや茶褐色になる。枝は太くて無毛、緑褐色から紫褐色で、枝を1周する托葉痕が目立つ（下図3a）。
葉は互生するが、枝先に集まってつき輪生状に見える（上図1, 2c）。葉身は倒卵形から倒卵状長楕円形、非常に大きく長さ20 - 40センチメートル (cm)、幅 10 - 25 cm、全縁で波状、基部は鈍形、先端は鈍頭、表面は明緑色、裏面は白色を帯び長軟毛が散生する（上図1, 2c）。葉脈は羽状で側脈は18 - 25対（上図1, 2c）。葉柄は長さ 2 - 4 cm。
冬芽は頂芽は大きく、長さ 3 - 5 cm、革質で無毛の芽鱗2枚に包まれる（下図3a）。側芽は枝に互生し、小さくてほとんど展開しない。葉痕は扁円形から心形、または腎形で、維管束痕が多数みられる。（下図3a）。
花期は晩春から初夏（5 - 6月）、葉が展開した後、枝先に輪生状についた葉の中央に直径 15 - 20 cm ほどの大きな両性花が上向きに咲く（上図1, 3b, 下図4a, b）。花被片は9 - 12枚、3枚ずつつき、外側の3枚は短く萼状、淡緑色で一部紅色を帯び、内側の花被片は花弁状、黄白色（下図4a, b）。雄しべは長さ約 2 cm、花糸は赤色、葯は黄白色、多数がらせん状につくが、後に落下する（下図4a-c）。雌しべも多数、らせん状につく（下図4a-c）。雌性先熟であり、1日目に雌しべが成熟し、2日目に雌しべが閉じて雄しべが開くことによって同花受粉を避けている。花は甘く強い芳香を放ち、匂いの主成分は安息香酸メチルである。木の下まで漂う花の香りは、バナナやシラタマノキの香りにも例えられる。甲虫やハナアブなどによって送粉される。
果期は秋（9 - 11月）。個々の果実は袋果であり、これが集まって長さ 10 - 15 cm の長楕円形の集合果を形成する（下図5a, b）。果実が熟すと、重みで枝先が垂れ下がるほどになる。個々の袋果は赤褐色で、ふつう2個の種子を含む（下図5c）。種子は長さ約 1 cm、種皮外層は赤く、珠柄に由来する白い糸でぶら下がる（下図5d）。鳥類によって種子散布される。染色体数は 2n = 38。

## 分布・生態
南千島、北海道、本州、四国、九州の温帯から暖帯上部に分布する。丘陵帯から山地帯の適潤で肥沃な林を好む。北海道では、山地よりも平地で肥沃な土地で多くみられる。長崎県、鹿児島県では、絶滅危惧II類に指定されている。
本種は強いアレロパシー（他感作用）を示すことが知られている。他の植物の種子発芽や成長を抑制するため、ホオノキの樹冠下では植物が少ないことがある。
ホオノキの花は雌性先熟であり（上記参照）、1つの花の中で受粉することはないが、1つの個体内では花がばらばらに咲くため、同個体内で自家受粉することは起こる。しかし自家受粉によって誕生した個体の生存率は低く、近交弱勢が起こっていることが示されている。あるホオノキの集団では、自家受粉で誕生した個体の適応度は他家受粉で誕生したものの2%しかなかった。自家受粉、他家受粉の種子を集めて秋まで育てたところ、発芽率は両者に差はなかったものの、苗の高さや葉の表面積では自家受粉由来の種子は有意に小さく、生存率も半分以下であった。また、他家受粉によって出来る各果実は種子を2つ含むことが自家受粉によるものよりも有意に多かったという。

## 人間との関わり

### 食
ホオノキの葉は大きく、芳香があり、殺菌・抗菌作用があるため、食材を包んで、朴葉寿司、朴葉にぎり、朴葉餅（朴葉巻）などに使われる（下図6a）。乾かした若葉で温かい米飯を包んだり、葉の上で肉を焼いて葉の香りが楽しまれる。源義仲（木曾義仲）は朴葉餅を兵にもたせたとの伝承があり、現在でも木曽地方では6月5日の月遅れの節句に朴葉餅（朴葉巻）をつくる風習がある。落葉した葉も比較的火に強いため、味噌や他の食材をのせて焼く朴葉味噌、朴葉焼きなどに利用され、飛騨高山地方の郷土料理としてよく知られている（下図6b, c）。飛騨高山では葉の乾燥したものを物を包むのに日常的に使い、市場でも束ねて売られている。秋田では葉で飯を包み、左右から葉を折り合わせた物を五月飯（さつきめし）とよんでいる。
日本では、食べ物を盛る器や酒器としてホオノキの葉が古くから使われていたと考えられており、6世紀の王塚古墳の発掘時には、玄室の杯にホオノキの葉が敷かれていたことが報告されている。『万葉集』には、ホオノキの葉を筒状に折って酒器としたことが詠まれている。田植えの際の食べ物の包みにホオノキの葉を使う風習は、全国的に見られた。
厚みのある花弁は食用になり、花蕾は焼酎などに漬けてリキュールが作られる。

### 薬用

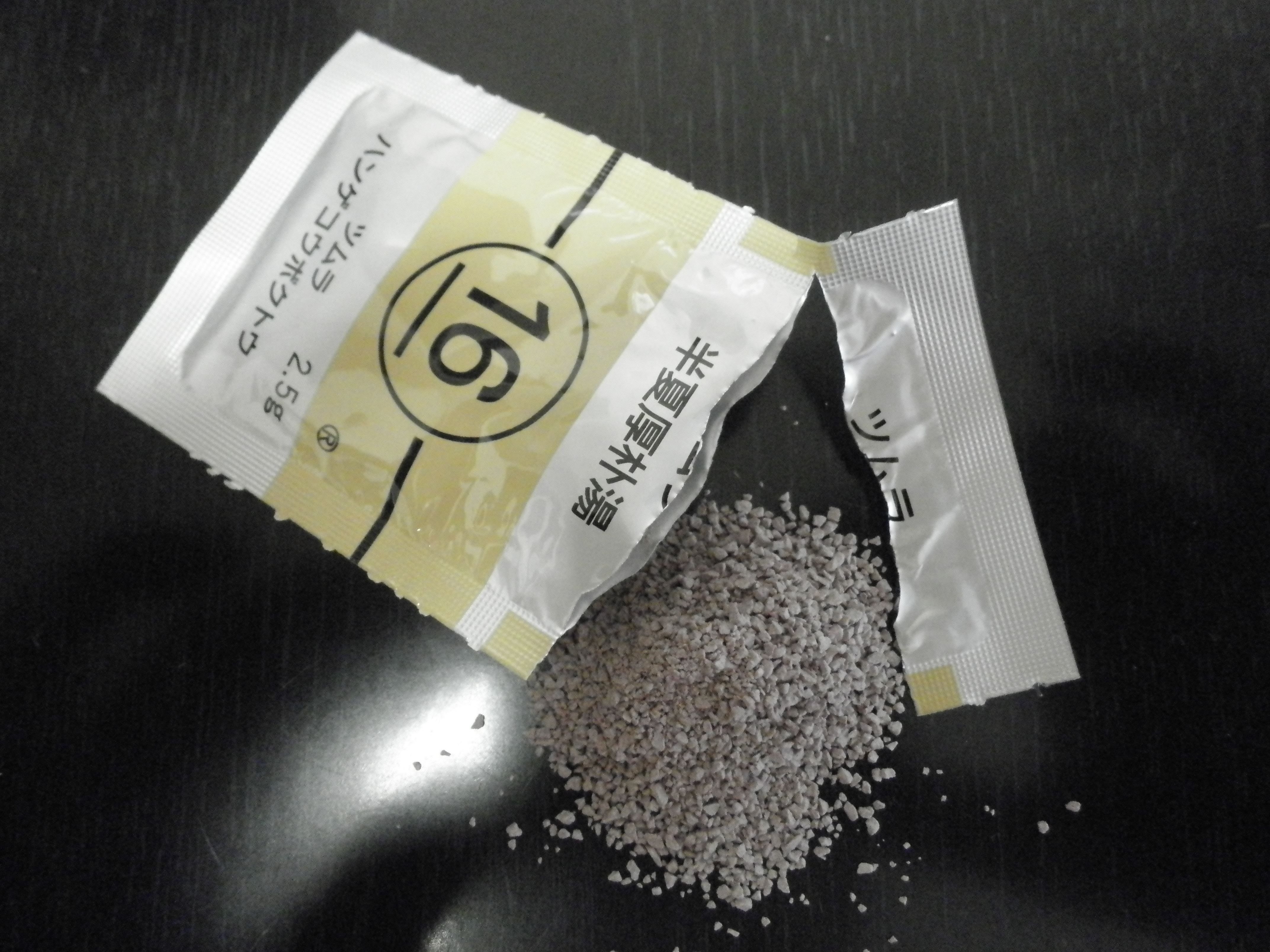
7. 半夏厚朴湯（厚朴を含む）

ホオノキの樹皮は漢方薬になり、乾燥させたものは厚朴（）とよばれ、鎮痛、鎮咳、利尿、健胃剤とされる。元来の厚朴は中国産のコウボク（カラホオ、Magnolia officinalis）の樹皮を原料としたものであり、これを「唐厚朴」、日本産のホオノキの樹皮からつくられたものは「和厚朴（）」として区別することもある。既に平安時代の『栄花物語』には、ホオノキの樹皮をかぜ薬に用いていた記述がある。乾燥した樹皮には芳香性の油分が含まれ、おもな成分はアルカロイドのマグノクラリン（magnocurarine）やマグノフロリン（magnoflorine）、フェニルプロパノイドのマグノロール（magnolol）やホオノキオール（honokiol）、セスキテルペンのオイデスモール（eudesmol）やカリオフィレン（caryophyllene）などである。漢方薬では、半夏厚朴湯（図7）、柴朴湯、平胃散などに配合される。
ホオノキの種子も、「和厚朴実」として薬用にされることがある。種子からも樹皮と同様に油が得られる。アイヌも、ホオノキの種子を煎じて飲用としていた。
夏に採取した葉を乾燥、黒焼きにし、これを粉末にしたものを酢で練ってリウマチの患部に貼ることがある。

### 材

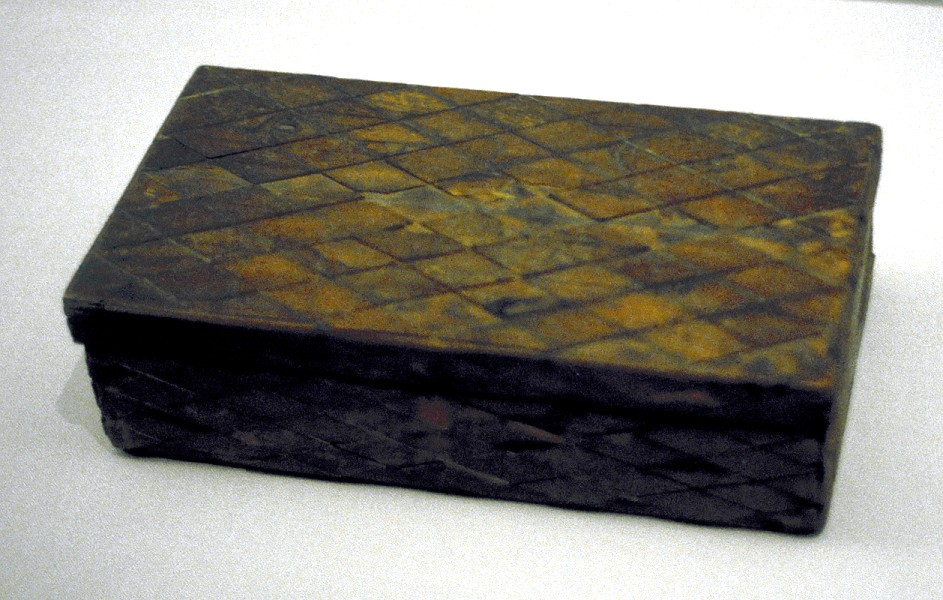
8. 木画経箱、奈良時代、法隆寺献納宝物（ホオノキ材製）

ホオノキの材は軽軟、耐久性は低いが均一で狂いが少ないため、彫刻材、版木、製図板、寄木細工などの細工物、仏壇、鋳物の木型、食器などに利用される（図8）。材がやわらかく刃を痛めないため、日本刀の鞘にも用いられる。木琴では澄んだ音色が生まれ、野球のノック用バットでは安定した方向・飛距離が得られるとされる。軽軟でサイズ調整がしやすいことから、下駄の替え歯として広く流通していた（朴歯下駄）。アイヌ民族は、ホオノキ材を利用して、矢筒や小刀の鞘、槍の柄、杓子など日常雑器の製作に用いられた。
ホオノキの材は散孔材（道管が散在している）、心材と辺材の区別は比較的明瞭、心材はくすんだ緑色である点で特異であり、辺材は灰白色。早材・晩材の差が少ないが、年輪はやや明瞭、木理は通直、肌目は精である。気乾比重は 0.40-0.61 g/cm3 程度とやや軽めである。
ホオノキの木炭は朴炭（）とよばれ、金属や漆器の研磨材に使われることがある。また眉墨にも使われた。
2022年、京都大学と住友林業は、人工衛星の外部パネルへの使用を想定した木材を探すため、国際宇宙ステーションで宇宙暴露実験を実施。最終的に密度が小さく切削も容易で衝撃曲げ吸収エネルギーに優位性があったホオノキが選ばれた。2023年にはホオノキを利用した小型人工衛星の打ち上げが予定されている。

### 鑑賞など
ホオノキは、ときに公園や庭園樹、街路樹とし植栽される。ただし、大型の樹木であるため植えるならば相応に広い公園などの場所がよく、一般家庭の庭園には向かないとされる。またホオノキの葉は、生け花に用いられることがある。
ホオノキの花言葉は、「誠意ある友情」とされる。
「朴の花」は初夏、「朴の実」は晩秋、「朴落葉（）」は初冬の季語である。
ホオノキは、『万葉集』でも詠まれている。
吾がせこが 捧けて持たる ほほかしわ あたかも似たる 青ききぬがさ—講師僧恵行『万葉集』巻19-4204

### 伝説
- 山梨県甲州市にある初鹿野諏訪神社の御神木ホウノキは疎かにすると不吉なことが起こると伝わる[49]。

## 分類
ホオノキの学名には、ふつう Magnolia obovata Thunb., 1794 が使われている。しかしこの学名はタイプに問題があり、Magnolia hypoleuca Siebold & Zucc., 1845 を使うべきとする意見もある。
モクレン属を細分する場合は、ホオノキは Houpoea に分類されることがある（Houpoea obovata (Thunb.) N.H.Xia & C.Y.Wu, 2008）。しかし2022年現在、ホオノキはふつうモクレン属に含められ、モクレン属のホオノキ節（section Rhytidospermum）に分類される。

## ギャラリー

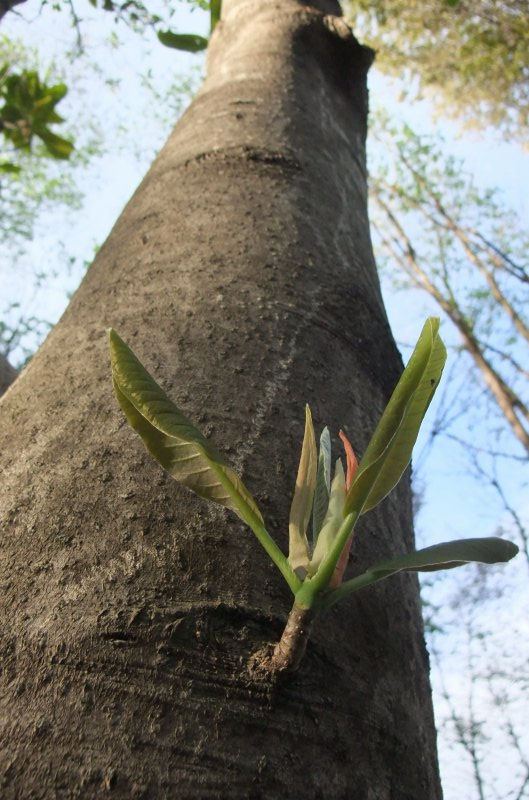
幹
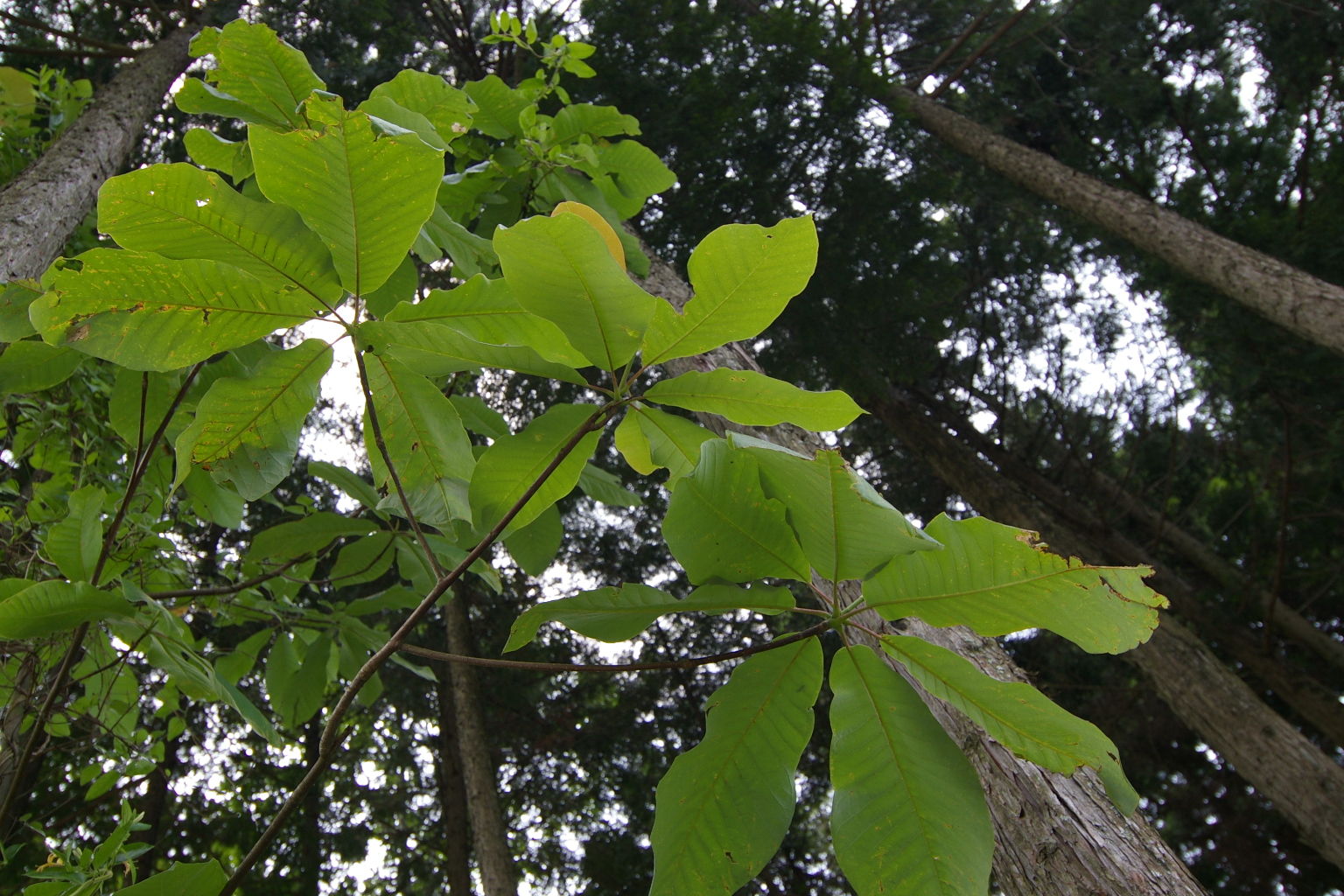
葉
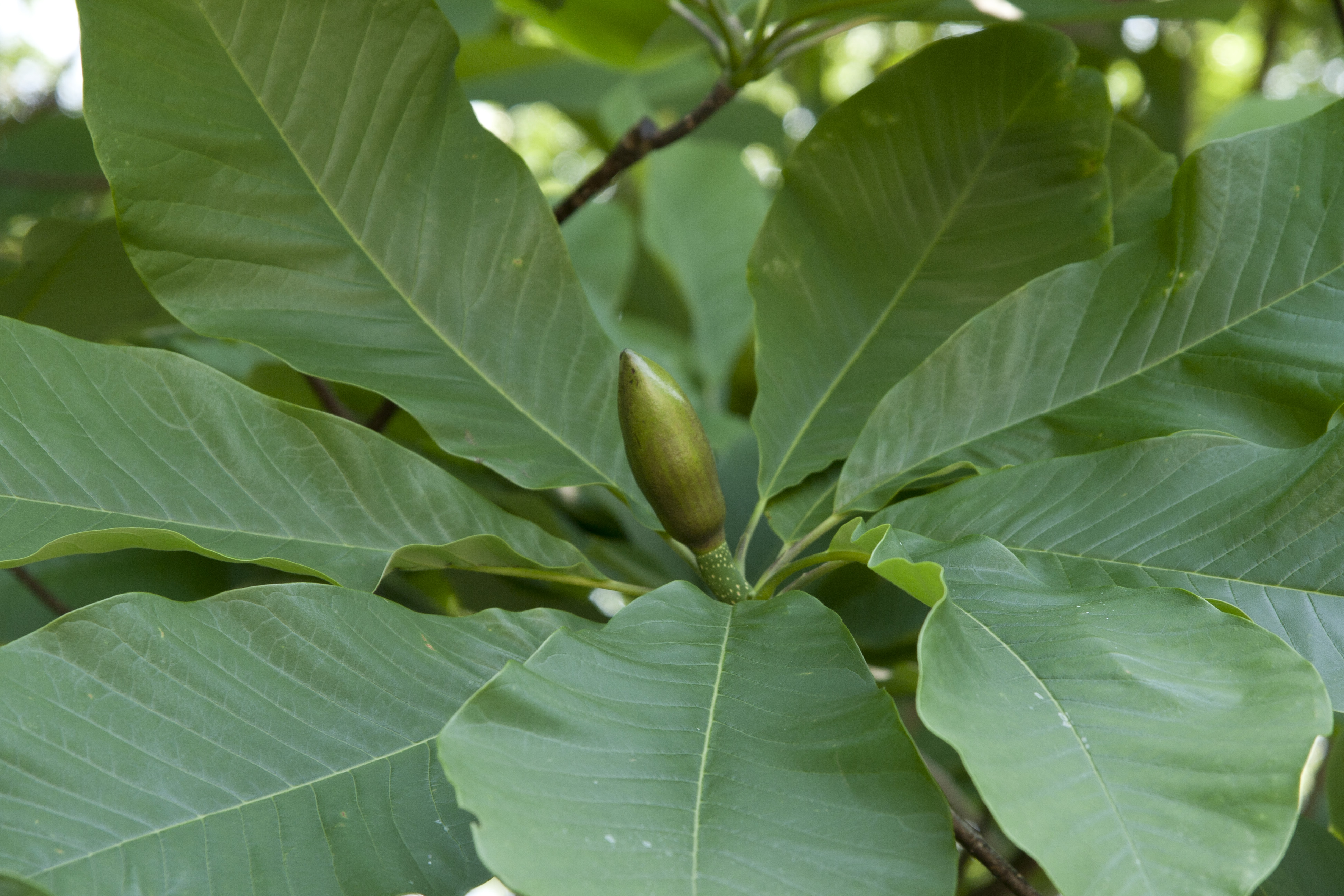
葉と花芽
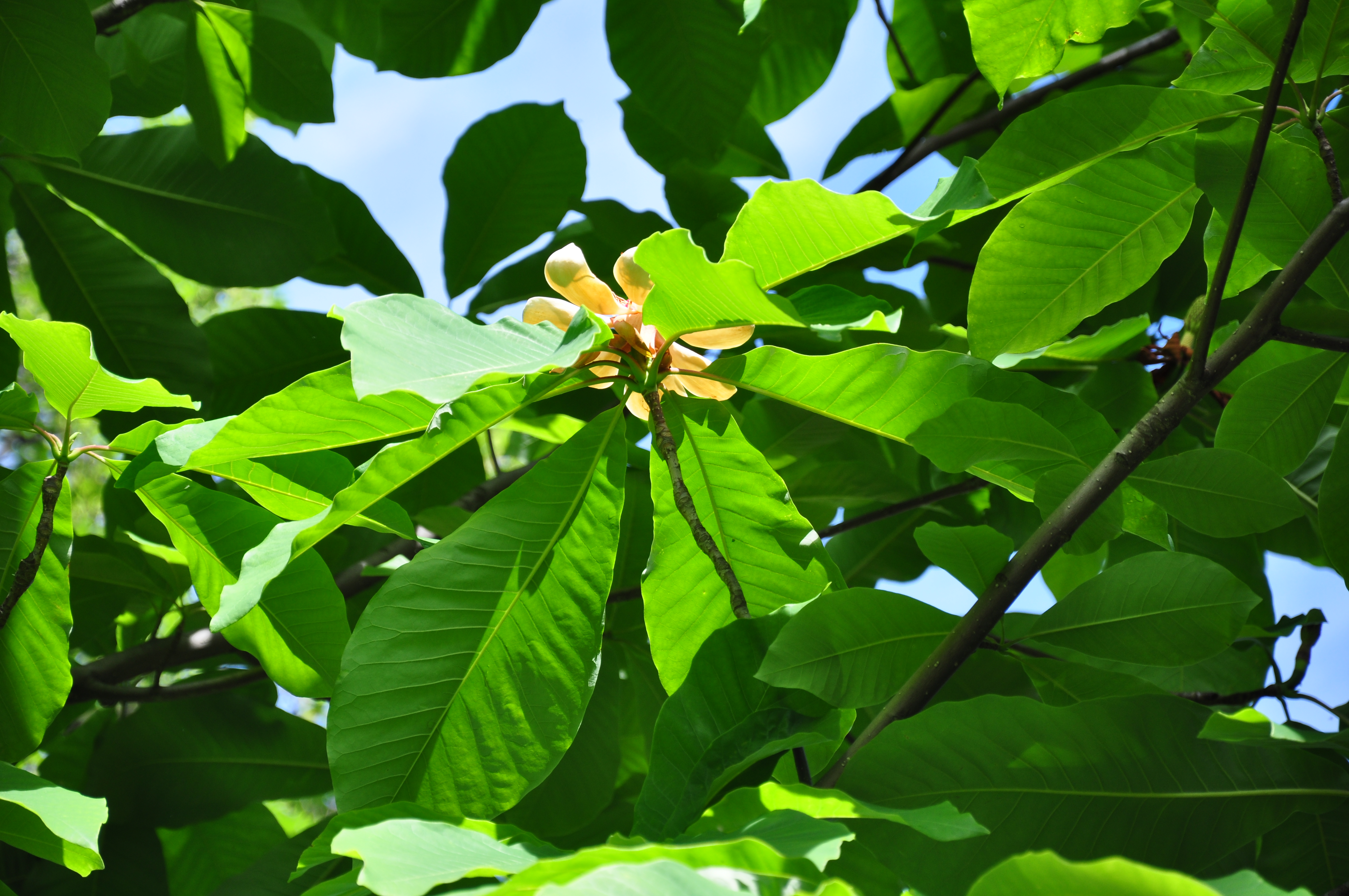
葉と花
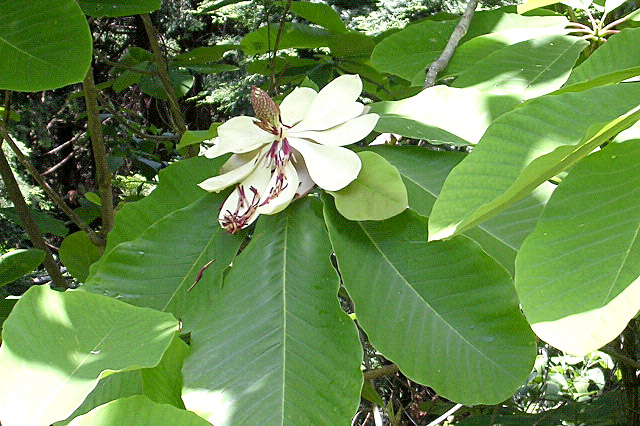
花